# Faro-Nationalpark
Der Faro-Nationalpark ist ein Nationalpark in der Nord-Provinz Kameruns.

## Geschichte
Der Nationalpark Faro wurde zunächst im Jahre 1947 als Tierschutzgebiet gegründet. Im Jahr 1980 erhielt Faro den Rang eines Nationalparks.

## Geographie
Der 3300 km² große Park liegt an der Grenze zu Nigeria, während die Gebiete auf der Ostseite teilweise als Jagdreservate ausgewiesen sind. Der Park ist Teil der Sudan-Savanne. In diesem Bereich liegt der Park 250 bis 500 Meter über dem Meeresspiegel. Die Berge im Nationalpark erreichen Höhen zwischen 700 und 1010 Metern. Umgeben ist der Park von zwei ganzjährig wasserführenden Flüssen. Im Nordosten fließt der namensgebende Faro, im Westen der Déo, der im Norden des Parks in den Faro mündet.
Im Park liegt ein Gebiet, das von BirdLife International als Important Bird Area (IBA) ausgewiesen wurde.

## Biodiversität

### Flora
Die trockene Sudanzone ist kennzeichnend für die Flora des Parks. Der Süden des Faro-Nationalparks wird von Isoberlinia-Bäumen dominiert. Der Norden ist durch offeneres Land mit Gehölzen oder einzelnen Bäumen charakterisiert. Entlang des Faro gibt es halb-immergrünen Uferwald.

### Fauna
In einer Kurzzählung durch BirdLife International wurden mindestens 243 Vogelarten inventarisiert. Vermutet werden im Park aber über 300 verschiedene Arten. Die Avifauna erstreckt sich über zahlreiche Arten wie Weißhaubenturako (Tauraco leucolophus), Opalracke (Coracias cyanogaster), Furchenschnabel-Bartvogel (Lybius dubius), Braunbürzelammer (Emberiza affinis), Senegalbeutelmeise (Anthoscopus parvulus), Dorst-Cistensänger (Cisticola dorsti) und Rotschwingensänger (Drymocichla incana).
Im Park lebten früher auch  Spitzmaulnashörner (Diceros bicornis). Andere Säugetiere sind Löwe, Afrikanischer Elefant, Büffel, Warzenschwein, Giraffe, Wasserbock, Bleichböckchen, Kob, Riesen-Elen-, Leier-, Pferde- und Kuhantilope. Unter den Primaten findet man den Anubispavian.